# Доктрина Монро

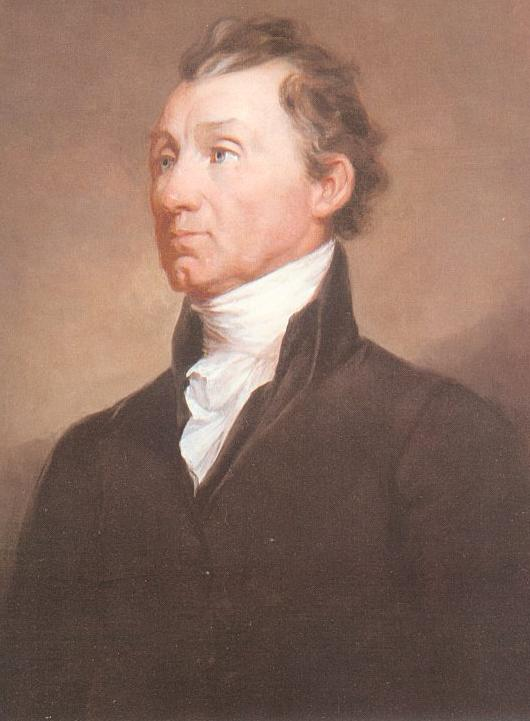
Джеймс Монро

Доктрина Монро (англ. Monroe Doctrine) — декларация (доктрина) принципов внешней политики США («Америка для американцев»), провозглашённая 2 декабря 1823 года в ежегодном послании президента США Джеймса Монро к Конгрессу США.

## История

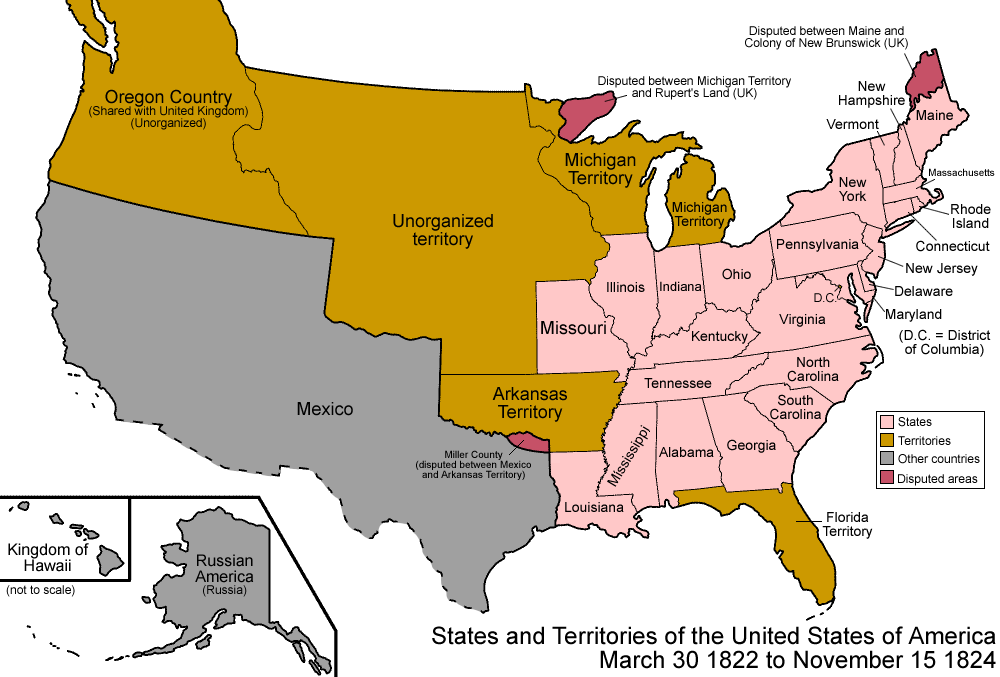
Территория США в 1822—1824 годах

Идея провозглашения американского континента зоной, закрытой для вмешательства европейских держав, принадлежала Джону Куинси Адамсу, государственному секретарю в администрации президента Монро. Непосредственным поводом для этого послужили обсуждавшиеся на Веронском конгрессе в конце 1822 года планы Священного союза восстановить испанское господство над латиноамериканскими колониями, объявившими о своей независимости. Участники конгресса — Россия, Пруссия и Австрия — уполномочили Францию выступить от имени Священного союза против испанской революции и распространить интервенцию и на бывшие испанские владения. Это решение вызвало возражение Великобритании, опасавшейся усиления конкуренции со стороны Франции на латиноамериканских рынках. Министр иностранных дел Великобритании Джордж Каннинг обратился к США с предложением о координации совместного противостояния намерениям Священного союза. Хотя бывшие американские президенты Томас Джефферсон и Джеймс Мэдисон поддержали необходимость такого коллективного демарша, Джон Куинси Адамс счёл целесообразным — в свете событий войны 1812–1815 годов — сделать заявление от имени США, дабы его страна не выглядела «шлюпкой, плетущейся в кильватере британского крейсера».
В президентском послании был выдвинут принцип разделения мира на европейскую и американскую системы государственного устройства, провозглашена концепция невмешательства США во внутренние дела европейских стран и, соответственно, невмешательства европейских держав во внутренние дела стран Западного полушария. Заявляя о своём нейтралитете по отношению к борьбе испанских колоний за независимость, США одновременно предупредили европейские метрополии, что любая попытка их вмешательства в дела своих бывших колоний в Америке будет расцениваться как нарушение жизненных интересов США. 

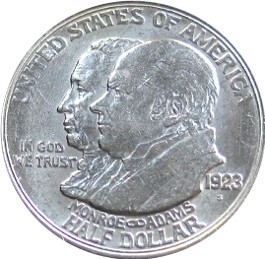
Юбилейная монета номиналом в полдоллара США, посвящённая 100-летию доктрины Монро (работа медальера Честера Бича, 1923 год)

Из послания президента США Конгрессу:

«По предложению Русского императорского правительства… посланнику Соединённых Штатов в Санкт-Петербурге даны все полномочия и инструкции касательно вступления в дружественные переговоры о взаимных правах и интересах двух держав на северо-западном побережье нашего континента… В ходе переговоров… и в договоренностях, которые могут быть достигнуты, было сочтено целесообразным воспользоваться случаем для утверждения в качестве принципа, касающегося прав и интересов Соединённых Штатов, того положения, что американские континенты, добившиеся свободы и независимости и оберегающие их, отныне не должны рассматриваться как объект будущей колонизации со стороны любых европейских держав.

…Мы всегда с беспокойством и интересом наблюдали за событиями в этой части земного шара, с которой у нас не только существуют тесные взаимоотношения, но с которой связано наше происхождение. Граждане Соединённых Штатов питают самые дружеские чувства к своим собратьям по ту сторону Атлантического океана, к их свободе и счастью. Мы никогда не принимали участия в войнах европейских держав, касающихся их самих, и это соответствует нашей политике. Мы негодуем по поводу нанесённых нам обид или готовимся к обороне лишь в случае нарушения наших прав либо возникновения угрозы им.

По необходимости мы в гораздо большей степени оказываемся вовлечёнными в события, происходящие в нашем полушарии, и выступаем по поводам, которые должны быть очевидны всем хорошо осведомлённым и непредубеждённым наблюдателям. Политическая система союзных держав существенно отличается в этом смысле от политической системы Америки… Поэтому в интересах сохранения искренних и дружеских отношений, существующих между Соединёнными Штатами и этими державами, мы обязаны объявить, что должны будем рассматривать попытку с их стороны распространить свою систему на любую часть этого полушария как представляющую опасность нашему миру и безопасности. Мы не вмешивались и не будем вмешиваться в дела уже существующих колоний или зависимых территорий какой-либо европейской державы. Но что касается правительств стран, провозгласивших и сохраняющих свою независимость, и тех, чью независимость, после тщательного изучения и на основе принципов справедливости, мы признали, мы не можем рассматривать любое вмешательство европейской державы с целью угнетения этих стран или установления какого-либо контроля над ними иначе, как недружественное проявление по отношению к Соединённым Штатам».
По мнению ряда российских специалистов, в 1840-е годы доктрина Монро и призывы к континентальной солидарности послужили прикрытием для присоединения к США более половины тогдашней территории Мексики (нынешние штаты (государства) Техас, Калифорния, Аризона, Невада, Юта, Нью-Мексико, Колорадо, часть Вайоминга) в результате американо-мексиканской войны 1846—1848 гг..